# Gesunda
Gesunda (sollerömål Jesundär) är en  tätort i Mora kommun. Orten ligger på fastlandet i Solleröns socken, nedanför det 514 m höga Gesundaberget.

## Befolkningsutveckling
| Befolkningsutvecklingen i Gesunda 1960–2020 | Befolkningsutvecklingen i Gesunda 1960–2020 | Befolkningsutvecklingen i Gesunda 1960–2020 | Befolkningsutvecklingen i Gesunda 1960–2020 | Befolkningsutvecklingen i Gesunda 1960–2020 |
| ------------------------------------------- | ------------------------------------------- | ------------------------------------------- | ------------------------------------------- | ------------------------------------------- |
|                                             |                                             |                                             |                                             |                                             |
| År                                          |                                             |                                             | Folkmängd                                   | Areal (ha)                                  |
| 1960                                        | 1960                                        |                                             | 231                                         |                                             |
| 1965                                        | 1965                                        |                                             | 202                                         |                                             |
| 1970                                        | 1970                                        |                                             | 204                                         |                                             |
| 1975                                        | 1975                                        |                                             | 240                                         |                                             |
| 1980                                        | 1980                                        |                                             | 229                                         |                                             |
| 1990                                        | 1990                                        |                                             | 257                                         | 112                                         |
| 1995                                        | 1995                                        |                                             | 240                                         | 113                                         |
| 2000                                        | 2000                                        |                                             | 227                                         | 79                                          |
| 2005                                        | 2005                                        |                                             | 235                                         | 79                                          |
| 2010                                        | 2010                                        |                                             | 229                                         | 81                                          |
| 2015                                        | 2015                                        |                                             | 260                                         | 184                                         |
| 2020                                        | 2020                                        |                                             | 281                                         | 198                                         |
|                                             |                                             |                                             |                                             |                                             |

## Samhället
Här finns Gesunda Tomteland. Byns träffpunkt är Bystugan. I byn finns två livaktiga föreningar: Gesunda byförening och Gesunda Motionsklubb. Läs mer om byn på www.gesunda.se. Här bor det trevligt folk. 
Skidanläggningen öppnar igen i december 2024 efter några års paus, nu med nya ägare.  

## Kommunikationer
Gesunda har bussförbindelse med Sollerön och Mora via Dalatrafiks linje 323.